# Sandrine Maury
Sandrine Maury es una deportista francesa que compitió en vela en la clase Europe. Ganó una medalla de plata en el Campeonato Europeo de Europe de 2006.

## Palmarés internacional
| \| Campeonato Europeo \| Campeonato Europeo \| Campeonato Europeo \| Campeonato Europeo \| \| Año \| Lugar \| Medalla \| Clase \| \| ------------------ \| ------------------ \| ------------------ \| ------------------ \| \| 2006 \| Marsala (Italia) \| Medalla de plata \| Europe \| |                  |                  |        |
| Campeonato Europeo |                  |                  |        |
| Año | Lugar            | Medalla          | Clase  |
| 2006 | Marsala (Italia) | Medalla de plata | Europe |